# Carl Heinrich Arnold

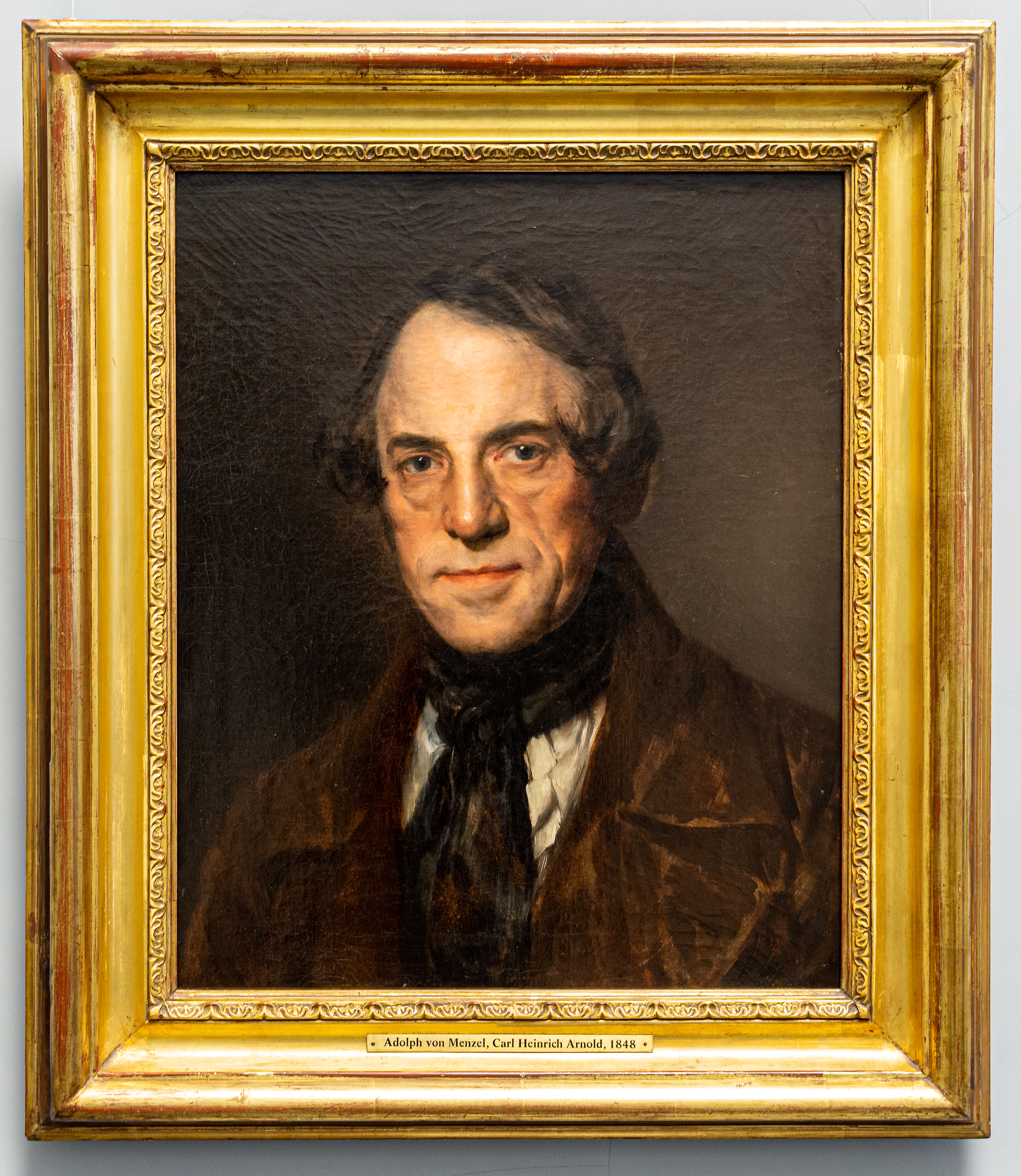
Carl Heinrich Arnold, Porträt von Adolph von Menzel

Carl Heinrich Arnold, oft auch Karl Heinrich Arnold (* 17. September 1793 in Kassel; † 1. April 1874 ebenda) war ein deutscher Tapetenentwerfer, Tapetenfabrikant, Landschaftsmaler, Porträtist, Dekorateur und Lithograph.

## Familie und Ausbildung in Kassel
Der Kasseler Fabrikantensohn Carl Heinrich Arnold arbeitete ab etwa 1807 in der väterlichen Tapetenmanufaktur in Kassel. Sein Vater Johann Christian Arnold war der erste und bedeutendste Hersteller von Papiertapeten in Deutschland. Um 1810 nahm Arnold Zeichenunterricht bei Johann Gottlieb Kobold und Ernst Friedrich Ferdinand Robert. Die erste künstlerische Ausbildung wurde Arnold teilweise an der Kunstakademie Kassel erteilt.

## Pariser Ausbildung

### Weiterbildung bei Jacquemart & Bénard, Dufour et Cie und Jacques-Louis David
Im April 1812 ging er in Begleitung von Justus Krauskopf  nach Paris. Sein Vater finanzierte nicht nur den Parisaufenthalt und die Reisebegleitung seines Sohnes, sondern er hatte vor der Abreise auch einen Ersatzmann für dessen Militärdienst verpflichtet. Über den Parisaufenthalt und seine Anreise gibt Arnold in seinen 1867 verfassten Jugenderinnerungen Auskunft. Die Reise nach Paris trat Arnold zusammen mit dem Kasseler Akademieprofessor Ludwig Hummel, dessen Frau Marianne von Rohden und weiteren Reisegefährten in der Kutsche an, während Justus Krauskopf zunächst allein zu Fuß ging. Ab Frankfurt schloss sich Arnold seinem Freund Julius Krauskopf an, und sie suchten in Darmstadt den  Geheimsekretär Georg Wilhelm Issel auf, mit dem sich Arnold anfreundete und der den Kasselern Malerschülern alsbald nach Paris folgen wollte. Am 9. Mai 1812 erreichte er die französische Hauptstadt. Bei der Einfahrt nach Paris begegnete er dem abreisenden Napoléon, der sich auf dem Weg in den Russlandfeldzug befand. In Paris ließ er sich in den Tapetenfabriken Jacquemart & Bénard und bei Joseph Dufour sowie ab dem 1. Juli 1812 im Atelier von Jacques-Louis David ausbilden. Arnold war, wie er 1867 in seinen Lebenserinnerungen schrieb, „zu neugierig, aber auch sehr befangen, den berühmten Malerfürsten David zu sehen. Er war sehr ernst, fragte mich einiges und dann sah er meine Arbeiten, die ich in Kassel gemacht hatte. Er schlug die Blätter schnell um, schüttelte den Kopf und sagte: Mon cher ami, oh, comme ça vient de l’académie, il faut que tu commences de nouveau, mais je vois, tu as du talent ainsi que du courage‘ und gab mir die Hand zum  Abschied“. In der Folge zeichnete Arnold in Davids Atelier zunächst nach Gipsen, dann nach lebenden Modellen. Schließlich begann er auch selbst zu malen.

### Virulentes Leben in Paris
Schon vor seiner persönlichen Vorstellung bei David, bekundete Arnold, habe er „dessen Atelier besucht und die Bekanntschaft einiger der über 40 zumeist älteren Schüler Davids gemacht“. Arnold wurde auch von ihnen eines Abends in eine Gartenwirtschaft eingeladen, wo auch getanzt wurde. „Einige sehr hübsche Frauenzimmer“, die er dort traf, sah er zu seiner „großen Überraschung kurz darauf nackt als Modelle im Atelier Davids“ wieder. Er fand  Freunde, darunter Léopold Robert, Jules Delaroche, Peter Rittig und einen Maler „Schmidt aus Madrid“.
Für zwei Silbergroschen hatten die Maler ihren Mittagstisch in der Rue de la boucherie. „Abends wurde entweder bei Licht noch gearbeitet oder herumgeschweift“. Die jungen Künstler gingen ins Theater, besichtigten alte Gebäude oder schauten sich Leichname im Leichenschauhaus an.
Neben den Tapetenmanufakturen und dem Ausbildungsatelier widmete sich Arnold auch der Dekorationsmalerei.
Sein Vater schrieb ihm nach Paris, dass mit der Ausmalung von Sälen und Decken in Kassel viel Geld zu verdienen sei. Daraufhin verdingte sich der Arnold in Paris bei dem ersten Maler dieser Art, Simon-Frédéric Moench, dessen Familienwerkstatt unter anderem die „Plafonds in den Tuilerien“ und „in der riesengroßen Gemäldegalerie“ ausmalte. Im Louvre arbeitete Arnold „tagelang hoch auf den Gerüsten und lernte diese Arbeit genau kennen, um sie später mit Gewinn zu verwenden“.
Ludwig Hummel hatte Arnold und Julius Krauskopf das Hôtel de Lyon als Unterkunft empfohlen. In der ärmlichen Herberge, in einem Hinterhaus der Rue Saint Jacques gelegen, bekamen die jungen Männer zwei Dachkammern für je 12 Franc pro Monat zugewiesen. „Es wohnten größtenteils Studenten, Buchhändler und einige Spanier darin“. Mit Georg Wilhelm Issel, der sich nun ebenfalls in Paris befand, sowie mit dem Kasseler Architekten Johann Heinrich Wolff und anderen deutschstämmigen hatten sie täglichen Umgang. In Issels Stube kopierte Arnold 1813 ein vermutlich älteres italienisches Gemälde, das jener für den Darmstädter Hof erworben hatte.  Arnold wollte sich, wie er sich erinnerte, „ganz der Kunst widmen und von Paris nach Italien reisen.“

## Rückkehr nach Kassel

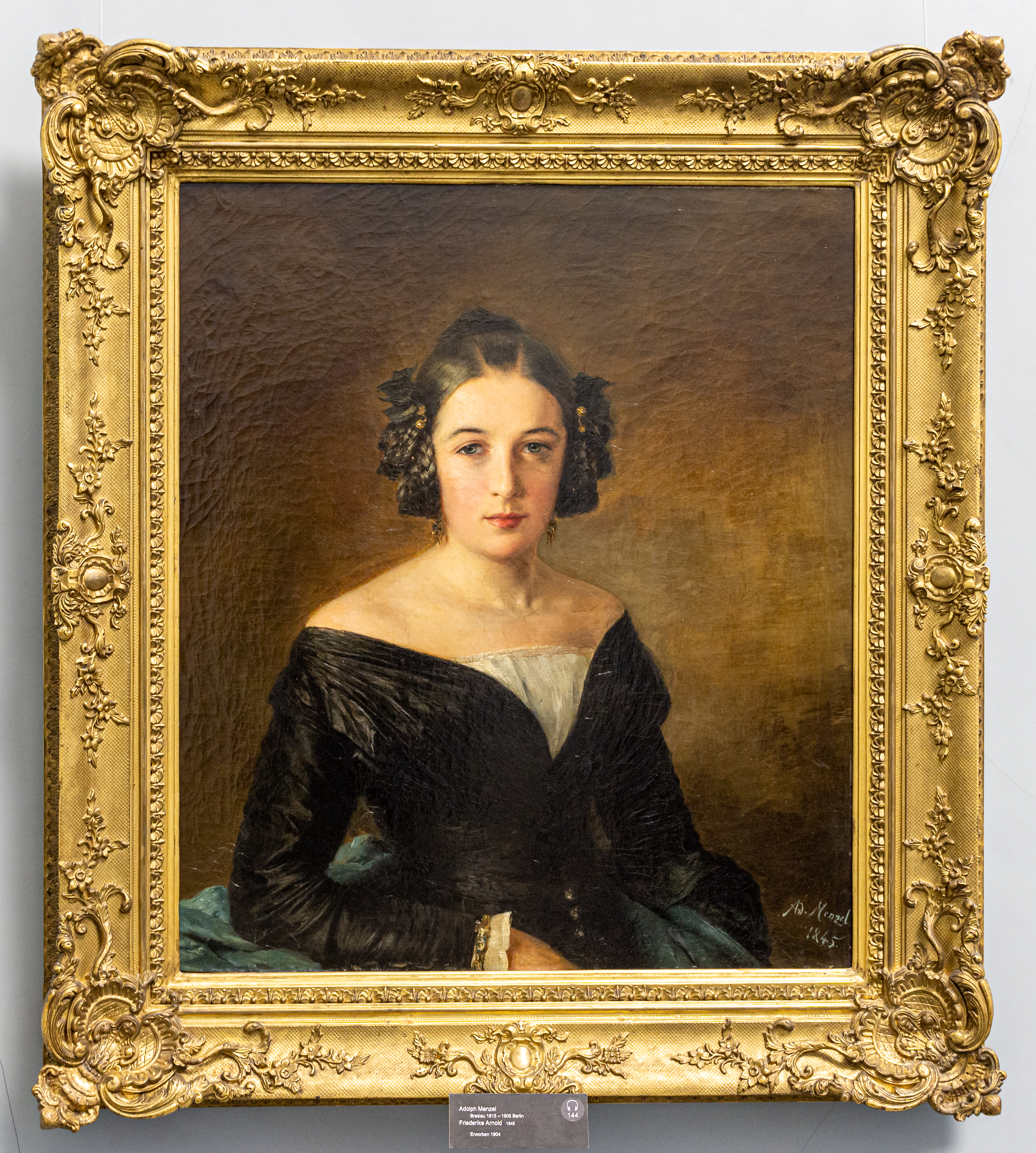
Friederike Arnold, Porträt von Adolph von Menzel

Dagegen stand der  Wille des Vaters, ihn in den heimatlichen Betrieb einzubinden. Der Sohn fügte sich schweren Herzens und reiste im Herbst 1813 recht kurzfristig ab: „Ich wurde nun Tapetenfabrikant.“
Um 1823 entstanden seine ersten eigenen Steindrucke, die er auf hessischem Kalkschiefer lithographierte. Die Gründung einer erfolgreichen lithographischen Anstalt in Kassel erfolgte ebenfalls 1823. Zwischen 1830 und 1835/1839 lassen sich mehrere Aufenthalte in Berlin belegen, in deren Folge es zur Gründung des Zweigbetriebs des Familienunternehmens Arnold kam. In Berlin lerne Arnold  1833/34 Adolph von Menzel erstmals kennen. Arnolds Familie blieb zeitlebens Menzel eng verbunden. Arnold nahm  an der Berliner Akademie-Ausstellung teil.
Ab 1839 wurde Arnold dann Hofmaler der hessischen Kurfürsten Wilhelm II in Kassel. 1842 übernahm er die künstlerischen Leitung der Tapetenfabrik, die er ab 1847 auch vollständig leitete.
Über den Parisaufenthalt gibt Arnold in seinen 1867 verfassten Jugenderinnerungen Auskunft.
Sein Sohn war der Tapetenfabrikant Carl Johann Arnold.

## Künstlerisches Werk
Arnold galt als talentvoller Künstler. Neben Musterzeichnungen für Tapeten aber auch Landschaften, Porträts, Tierdarstellungen schuf er das Porträt Friedrich Wilhelm III. ein Profilbrustbild von Kurfürst Wilhelm II. von Hessen (nach einer Zeichnung von Weygandt) sowie Ansichten von Wilhelmshöhe. Erstmals auf hessischen Kalkschiefer lithographierte Arnold 1823 ein Heft Erinnerungen an Neundorf (nach Zeichnungen von Julius Krauskopf).

## Rezeption
In Paris entstandene künstlerische Werke:
- Zwei männliche Akte, 1811, Rötel, 36 × 22 cm, signiert: Paris 1811, Verbleib unbekannt
- Zwei weibliche Rückenakte, weiße u. schwarze Kreide auf Tonpapier, Verbleib unbekannt
- Maria mit dem Kind und dem Hl. Franziskus, Kopie nach ungenanntem, wohl altitalienischem Meister im Louvre, Verbleib unbekannt

In Kassel entstandene künstlerische Werke:
- Im Familienkreis, Öl auf Leinwand., signiert um 1850, Niederurf, Privat Besitz
- Hochgebirgssee, Öl auf Leinwand, signiert 1845, Niederurf, Privat Besitz
- Tochter des Malers, Caroline Freifrau von  Buttlar-Brandenfels, Oberurf Privat Besitz

## Ausstellungen
Einzelausstellungen
- 1911  Künstlerhaus Berlin, Berlin

Gruppenausstellungen und Auszeichnungen
- 1827: Ausstellung Vaterländischer Gewerbeerzeugnisse, Berlin, (Silber-Medaille).
- 1851: Internationale Industrieausstellung,  London (Bronze-Medaille)
- 1854: Ausstellung  deutsche Industrie- und Gewerbeerzeugnisse, München (Bronze-Medaille) / * * 1865:  Allgemeine Gewerbs- und Industrieausstellung, Stettin (Preismedaille)
- 1915: Werke hessischer Maler des 19. Jahrhunderts (1800–1880), Kasseler Kunstverein, Kassel